# Kutch-Indienfelsenratte
Die Kutch-Indienfelsenratte (Cremnomys cutchicus) ist ein mit mehreren disjunkten Populationen in Indien verbreitetes Nagetier in der Unterfamilie der Altweltmäuse. Sie bildet zusammen mit der Elvira-Felsenratte die Gattung Indische Felsenratten. Der Name bezieht sich auf den Fürstenstaat Kachchh (englisch Kutch), wo das Typusexemplar gefangen wurde.

## Merkmale
Mit einer Kopf-Rumpf-Länge von 104 bis 149 mm und einer Schwanzlänge von 120 bis 174 mm sind die Exemplare etwas kleiner als die Elvira-Felsenratte. Gewöhnlich ist der Schwanz im Verhältnis zum Körper weniger deutlich länger als bei der anderen Art. Die Länge der Hinterfüße beträgt 23 bis 29 mm und Angaben zum Gewicht und der Länge der Ohren fehlen. Oberseits ist weiches graubraunes Fell vorhanden und unterseits kommt hellgraues bis weißes Fell vor. Auch am Schwanz ist die Unterseite etwas heller. Der fünfte Zeh ist etwas größer als der „große Zeh“ (Hallux). Die sechs Zitzen der Weibchen sind paarig angeordnet. Die Kutch-Indienfelsenratte hat einen diploiden Chromosomensatz von 36 Chromosomen (2n=36).

## Verbreitung und Lebensweise
Die Populationen leben im westlichen und südlichen Indien sowie im Bundesstaat Jharkhand. Sie halten sich im Hügel- und Bergland zwischen 150 und 1500 Meter Höhe auf. Als Habitat dienen felsige Gebiete mit trockenen laubabwerfenden Wäldern, Strauchflächen, Wiesen, Feldern oder spärlicher Vegetation.
Dieses nachtaktive Nagetier gräbt unterirdische Baue und frisst vorwiegend Pflanzen. Es hält sich hauptsächlich auf dem Boden auf. In der Fortpflanzungszeit zwischen Februar und September können mehrere Würfe mit meist 4 bis 6 Neugeborenen oder selten mit bis zu 10 Nachkommen vorkommen.

## Gefährdung
Die IUCN listet die Art aufgrund fehlender Bedrohungen und einer stabilen Gesamtpopulation als nicht gefährdet (least concern).